# Aripert II.
Aripert II. či Aribert II. (680? – 712 Pavia) byl v letech 701 až 712 králem Langobardů, vévoda z Turína a syn krále Raginperta. Byl posledním králem Langobardů z bavorské dynastie, který nosil železnou korunu Langobardů.

## Životopis
V roce 701 langobardského krále Liutperta sesadil Aripertův otec Raginpert, který si trůn nárokoval. Ani jeho vláda netrvala dlouho, protože téhož roku zemřel. Po smrti Raginperta si trůn nárokoval Aripert, ale Liutpertovi se s pomocí svých přívrženců podařilo trůn získat zpět. Aripert se tedy postavil do opozice a v bitvě u Ticina porazil Liutperta i jeho regenta Anspranda. Liutpert byl Aripertem zajat a v roce 702 uškrcen ve své lázni. Ansprandovi se podařilo uniknout a opevnit se na ostrově Commacina na Comském jezeře a později uniknout do exilu bavorského vévody Theudeberta. V roce 703 měl Aripert království již pevně pod svou kontrolou.
Paulus Diaconus se svých spisech Historia Langobardorum zmínil, že Aripert poté vládl nepřetržitě až do své smrti, i když jeho vláda byla problematická. V roce 703 na ravennský exarchát zaútočil Faroald, vévoda ze Spoleta. Aripert účast na útoku odmítl, protože si chtěl zachovat dobré vztahy s papežem i Byzantskou říší, ale zároveň se snažil prosadit svou autoritu nad Spoletem i Beneventem. Daroval rozsáhlé pozemky v Kottických Alpách Svatému stolci, čímž získal přátelství s papežem Janem VI. I když toto spojenectví mu moc nepomohlo, protože se musel sám vypořádat s mnoha povstáními a mnoha slovinskými nájezdy do Benátek.
V roce 711 se s velkou armádou bavorského vévody Theudeberta z exilu vrátil Ansprand. Mnoho lidí z Benátek a východu se připojilo k vracejícímu se Ansprandovi a připojili se i nespokojení lidé z Pavie. Aripert uprchl do svého hlavního sídla a když se Ansprandovi lidé vydali za ním, snažil se s královským pokladem, v noci uniknout do Galie. Během útěku se utopil se v řece Ticino.
Novým langobardským králem se stal Ansprand.